# Saison 2017-2018 de l'OGC Nice
Maillots
Chronologie
Saison précédente Saison suivante
La saison 2017-2018 de l'OGC Nice voit le club s'engager dans trois compétitions nationales que sont la Ligue 1, la Coupe de France, et la Coupe de la Ligue, ainsi que le 3e tour préliminaire de la Ligue des Champions. L'équipe retrouve ainsi pour la 3e fois en 5 ans la coupe d'Europe, et pour la première fois la Ligue des Champions après deux expériences en Ligue Europa.
L'équipe réserve est engagée dans le championnat de National 2, dans le groupe A, et évolue au stade Charles-Ehrmann.

## Résumé de la saison

### Avant-saison
Les Aiglons reprennent l'entraînement le 19 juin 2017 et retrouvent leur entraîneur (Lucien Favre). De nombreux joueurs phares de la saison dernière, comme  Younès Belhanda,Paul Baysse ou Ricardo Pereira ont fait leurs valises.
Le premier stage est organisé, comme d’habitude, à Divonne-les-Bains, du 1er au 8 juillet 2017. Ils y disputent 2 matchs amicaux, le 1er contre le FC Nyon (3e division suisse) et le 7 contre le Servette Genève.
Le premier match amical face au FC Stade Nyonnais se solde par une victoire écrasante des Aiglons de Lucien Favre. Le Gym l'emporte 4 buts à 0 grâce à un doublé du jeune attaquant tunisien Bassem Srarfi, du jeune Vincent Marcel et de la recrue estivale Adrien Tameze. Le second match face au Servette Genève se solde par une victoire 3-1, avec des buts signés Vincent Koziello, Mario Balotelli sur coup franc et Romain Perraud. Par la suite, ils rencontrent le club belge de La Gantoise le 13 juillet et s'imposent une nouvelle fois sur un score de 3 buts à 2. Les buteurs niçois sont Mario Balotelli, Arnaud Souquet et Alassane Pléa, qui donne l'avantage à Nice à la dernière minute de jeu. 3 jours plus tard, le 16 juillet, les Aiglons de Lucien Favre se déplacent en République Tchèque pour y affronter le Slavia Prague. Sans Dante, Mario Balotelli et Yoan Cardinale, le Gym s'incline lourdement 4 buts à 1, malgré l'ouverture du score du jeune arrière gauche Olivier Boscagli. Enfin, une dernière opposition amicale face au Borussia Mönchengladbach a lieu le 20 juillet. Avec une équipe proche de celle alignée d'entrée en 3e tour préliminaire de Ligue des Champions contre l'Ajax Amsterdam, Nice remporte la rencontre en fin de seconde mi-temps grâce à des buts d'Alassane Pléa et Vincent Marcel, qui répondent à l'ouverture du score de Thorgan Hazard.
Le Gym clôt son avant-saison avec 4 victoires et 1 défaite au compteur. 13 buts ont été marqués et 8 buts ont été encaissés.

### Championnat

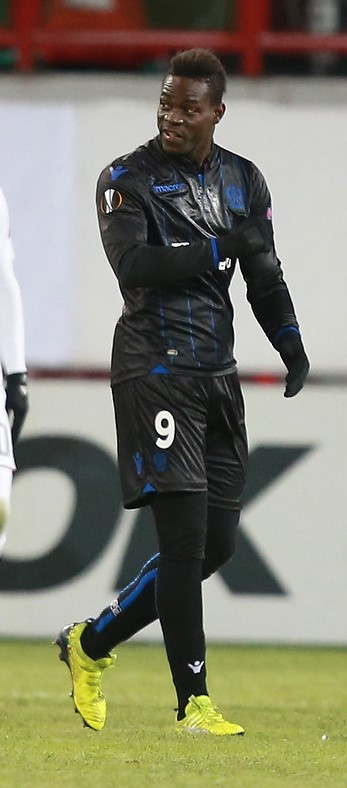
Mario Balotelli

Pour cette nouvelle saison de Ligue 1, l'OGC Nice se déplace à Geoffroy-Guichard pour y affronter l'AS Saint-Étienne lors de la 1re  journée. Trois jours après la qualification en barrages de Ligue des Champions face à l'Ajax Amsterdam, Nice se déplace en terres stéphanoises sans Jean Michaël Seri, suspendu, et Mario Balotelli, blessé. Le Gym débute mal la saison puisqu'il s'incline 1-0 sur un but du jeune Jonathan Bamba dès la 4e minute.
Les Niçois ne seront pas plus inspirés face à l'ESTAC Troyes pour la première à domicile, où ils s'inclinent 2 buts à 1. Pléa a marqué l'égalisation sur pénalty mais l'ESTAC a pris l'avantage à la 85e minute grâce à Khaoui. Après 2 défaites, le Gym souhaite se rattraper contre l'En Avant de Guingamp et c'est chose faite, puisqu'il s'impose 2 buts à 0 grâce à des réalisations d'Alassane Pléa, qui signe son 2e but de la saison, et Rémi Walter. Malheureusement, 3 jours après l'élimination en Ligue des champions face au SSC Napoli, Nice encaisse une lourde défaite 3-0 face à l'Amiens SC, promu. L'OGC Nice va profiter de cette trêve internationale pour se refaire une santé et repartir de plus belle le 9 septembre face à l'AS Monaco. C'est exactement ce qu'il se passe car, contre toute attente, l'OGC Nice bat le champion de France en titre, qui restait sur une série de 16 matchs remportés et qui avait toujours marqué depuis la saison dernière à... Nice (4-0) ! Le Gym réédite donc la performance de la saison précédente grâce à un doublé de Mario Balotelli, dont un sur penalty en début de match. S'ensuit le 3e but en 5 rencontres d'Alassane Pléa et un dernier but du jeune Camerounais Knepe Ignatius Ganago. 5 jours avant un match de Ligue Europa, Nice semble bel et bien lancer enfin sa saison 2017-2018.

### Coupe de la Ligue
Le club étant qualifié pour les tours préliminaires de Ligue des Champions, il entre en lice directement en 8e de finale de la Coupe de la Ligue.

### Coupe de France
Le Gym débutera l'aventure en 1/32e de finale le week-end du 6 janvier 2018.

### Ligue des Champions
Qualifié pour le 3e tour préliminaire de la Ligue des champions de l'UEFA 2017-2018 grâce à une 3e place acquise en Championnat la saison précédente, l'OGC Nice doit disputer 2 tours de barrage avant d'éventuellement rejoindre les phases de poule.
Le 14 juillet, à Nyon, le tirage au sort du TQ3 de Ligue des Champions a eu lieu. Le Gym joue le club présenté comme "le plus gros" du chapeau, l'Ajax Amsterdam, qu'il affronte à domicile à l'aller. Ce match aller se déroule dans une très grosse ambiance le 25 juillet et se solde par un match nul 1-1. Mario Balotelli, servi après un festival de Jean Michaël Seri, ouvre le score dès la demi-heure de jeu. Mais un dégagement hasardeux de Yoan Cardinale permet à l'Ajax d'égaliser dès le retour des vestiaires. Malgré un grand nombre d'occasions de part et d'autre, le score n'évoluera plus. Au match retour, le 2 août, le Gym crée l'exploit en se qualifiant pour les barrages de Ligue des Champions. En effet, Nice met 2 buts (à l'extérieur donc) par Arnaud Souquet et Vincent Marcel, sorti du banc pour qualifier ses partenaires, grâce à une magnifique passe décisive de Jean-Michaël Seri. Le Gym encaisse tout de même 2 buts de l'Ajax Amsterdam par Davinson Sanchez et, comme à l'aller, Donny van de Beek, sans conséquences pour la qualification niçoise.
Le 4 août, le tirage au sort des barrages de Ligue des Champions aura lieu, avec des équipes telles que le Séville FC ou Liverpool FC dans le groupe des possibles adversaires. Mais c'est finalement le SSC Napoli que le Gym rencontre, d'abord à l'extérieur le 16 août, dans le mythique stade de San Paolo. Sans Mario Balotelli et Wesley Sneijder, en reprise, les Aiglons s'inclinent 2 buts à 0 à Naples, qui inscrit les buts par l'attaquant belge Dries Mertens à la 13e minute après une sortie ratée du gardien niçois Yoan Cardinale, et Jorginho sur penalty, à la suite d'un pied haut du latéral droit Christophe Jallet. Grâce au retour de ses 2 stars au match retour, les Aiglons ont à cœur de se racheter devant son public et espérer une qualification en phase de poules de Ligue des champions. Mais, le résultat du match aller et la qualité de l'adversaire sont trop lourds pour espérer une qualification. Devant un stade rempli et dans une belle ambiance, le Gym s'incline 2-0 à la maison, sur des buts de José Callejon et Lorenzo Insigne. Les Aiglons sont donc sortis de la Ligue des Champions 2017-2018 et attaquent la phase de poules de Ligue Europa dès le mois de septembre

### Ligue Europa
Reversés en phase de poules la Ligue Europa après la défaite en barrages de Ligue des Champions face à Naples, les Aiglons connaissent leurs adversaires depuis le tirage au sort du 25 août. Dans le groupe K, les Aiglons affronteront la Lazio Rome , le SV Zulte-Waregem  et le Vitesse Arnhem .
Pour la première journée, le 14 septembre, les Aiglons se déplaceront en Belgique pour y affronter le SV Zulte-Waregem, alors que la Lazio Rome jouera aux Pays-Bas. Finalement, le Gym étrille les belges du SV Zulte-Waregem sur le score sans appel de 5 buts à 1. Portés par 400 supporters ayant fait le déplacement jusqu'au plat pays, les hommes de Lucien Favre entament parfaitement la rencontre en menant 3-0 au bout de 30 minutes de jeu, à la suite d'un doublé de Pléa et au premier but sous les couleurs niçoises du capitaine brésilien Dante. Malgré une frayeur en début de seconde période avec la réduction du score des locaux au bout... de 30 secondes, à la suite d'une erreur de la défense niçoise, les azuréens tiendront finalement bon face à la pression exercés par leurs hôtes. Ils enfoncèrent définitivement le clou à la 67e minute par l'intermédiaire d'Allan Saint-Maximin, avant que l'inévitable Mario Balotelli ne parachève le succès rouge et noir, à la suite d'une formidable percée du latéral Arnaud Souquet. Dans l'autre match de la soirée, les italiens de la Lazio Rome, menés 1-0, puis 2-1 par les néerlandais de Vitesse Arnhem, se sont finalement imposés dans la douleur sur le fil (3-2), grâce à un but décisif d'Alessandro Murgia. À l'issue de cette 1re  journée, l'OGC Nice compte 3 points et vire en tête de son groupe à la différence de buts (+4), devant la Lazio Rome, qui compte également 3 points. Enfin Vitesse Arnhem et SV Zulte-Waregem, avec chacun zéro point au compteur, occupent respectivement les 3èmes et 4èmes places.

## Effectif professionnel actuel
L'effectif sous contrat professionnel lors de la saison 2017-2018 est entraîné par Lucien Favre.
En grisé, les sélections de joueurs internationaux chez les jeunes mais n'ayant jamais été appelés aux échelons supérieur une fois l'âge limite dépassé.

## Transferts
La fin de la saison voit déjà un nombre de mouvements important. Des piliers prêtés comme Ricardo Pereira ou Younès Belhanda retournent dans leurs clubs, l'OGC Nice étant incapable de lever les options d'achats, alors que le capitaine Paul Baysse file en fin de contrat en Espagne, à Málaga CF, après que le club ne l'ait pas prolongé. Du côté des départs toujours, l'OGC Nice ne lève également pas l'option d'achat d'Anastasios Donis, pourtant tout juste néo-international Grec et auteur d'une saison satisfaisante (il filera en Allemagne au VfB Stuttgart), alors que les indésirables en fin de contrat Alexy Bosetti (qui signe à Laval en National), Mounir Obbadi et Bryan Constant partent libres.
Du côté des arrivées, 3 nouveaux joueurs font leur apparition très rapidement. Une des révélations du championnat précédent, Pierre Lees-Melou, signe en provenance du Dijon FCO (et passe de la CFA2 à l'Europe en 3 ans !). Le Gym, fidèle à sa politique, recrute également deux jeunes milieux de terrain à très fort potentiel : Jean-Victor Makengo qui arrive du SM Caen et Adrien Tameze, meilleur joueur de Valenciennes depuis 2 ans. En parallèle, 3 jeunes joueurs signent leur premier contrat professionnel ou élite avec le club : le gardien Yannis Clementia, l'attaquant Hicham Mahou et le latéral (milieu ou défenseur) Romain Perraud. Le club enregistre également l'arrivée sous contrat élite du jeune attaquant Camerounais Ignatius Ganago de l'EF Brasseries du Cameroun.
À ces arrivées s'ajoutent également les retours de prêt de Dorian Caddy, Franck Honorat, Saïd Benrahma et Mouez Hassen. Pour autant, aucun de ces 4 joueurs n'entrent dans les plans de Lucien Favre, et ainsi les deux derniers repartent aussi sec en prêt à la Berrichonne de Châteauroux tandis que les deux premiers sont transférés respectivement à l'US Quevilly-Rouen et au Clermont Foot 63.
Le mercato se calme pendant les 3 premières semaines de juillet avant que ne s’engage avec le Gym le défenseur international français Christophe Jallet, libéré par l'OL. Il arrive juste à temps pour faire partie du groupe disputant le Q3 de LDC contre l'Ajax Amsterdam, et dont le résultat conditionne la suite du recrutement. Ce résultat est favorable aux Aiglons puisqu'ils éliminent le dernier finaliste de la Ligue Europa et se qualifient pour le tour de barrage de la Ligue des Champions, contre le SSC Napoli.
Devant l'ampleur de la tâche, la direction décide de renforcer le groupe au plus vite, et engage le 6 août le milieu offensif néerlandais, Wesley Sneijder, vainqueur de la Ligue des Champions en 2010 avec l'Inter Milan et 4e finaliste du Ballon d'Or la même année, libre depuis son départ de Galatasaray mi-juillet. L'OGC Nice comptabilise maintenant 3 vainqueurs de LDC dans son groupe (Dante étant le 3e), soit le meilleur total après le PSG. Le lendemain, Nice officialise l'arrivée de l'attaquant de l'AS Monaco, Allan Saint-Maximin, international français U20 pour compléter le groupe avec la rencontre contre le SSC Napoli pour le montant record de 10 millions. Rencontre qui se fera sans Valentin Eysseric qui part rejoindre l'ACF Fiorentina après 5 ans au Gym, et sans Dalbert Henrique qui part, après une seule saison au club et un feuilleton qui aura pénalisé le groupe tout l'été, pour l'Inter de Milan et une somme record : 29 millions bonus compris.
Le poste d'arrière gauche constitue ensuite la crainte principale concernant l'équipe, d'autant plus qu'Olivier Boscagli, pas dans les plans de Favre, part en prêt au Nîmes Olympique. À cette situation s'ajoute le vrai-faux départ de Jean Michaël Seri qui avait annoncé son départ pour le FC Barcelone avant le match contre le Napoli avant que Barcelone ne recule au dernier moment de manière assez incompréhensible, affectant grandement le joueur. Pour aplanir les relations, le jeune défenseur central Marlon Santos arrive justement en prêt de 2 ans de Barcelone, alors que dans la dernière journée du mercato, Racine Coly arrive du Brescia Calcio auréolé du titre de meilleur arrière gauche de Serie B pour remplacer Dalbert et que Nampalys Mendy renvient de Leicester en prêt. Cette dernière journée aura été marquée par l'espoir du retour de Hatem Ben Arfa, qui préfère rester finalement au PSG. La non-venue d'un ailier droit mais celle d'un milieu défensif semble par ailleurs indiquer un changement de système au détriment du 4-3-3 habituel.
Le mercato d'hiver commence avec un objectif bien affiché : dégraisser au milieu où trop de joueurs se marchent sur les pieds alors qu'un ailier gauche est recherché. À la moitié du mercato, le premier objectif a avancé, puisque Wesley Sneijder a quitté le club pour Al-Gharafa SC au Qatar alors que Vincent Koziello s'engage avec surprise pour le 1. FC Cologne, dernier de Bundesliga, à sa demande. Rémi Walter s'engage lui en prêt avec l'ESTAC. Dans le secteur défensif, Gautier Lloris va de son côté chercher du temps de jeu en Corse au Gazelec. Après lui avoir vu passer sous le nez l'international Paul-Georges Ntep, le club engage finalement l'ailier gauche qu'il cherchait depuis le début du mercato en la personne d'Ihsan Sacko en provenance du RC Strasbourg.

## Détail des matchs

### Matchs amicaux (avant-saison)
L'OGC Nice a affronté 5 équipes lors de sa préparation d'avant saison dans le cadre de sa tournée d'été. Ces équipes sont :
- FC Stade Nyonnais
- Servette FC
- KAA La Gantoise
- SK Slavia Prague
- Borussia Monchengladbach

### Ligue 1

#### Classement
| Rang | Équipe                 | Pts | J  | G  | N  | P  | Bp | Bc | Diff | Qualification ou relégation                                             |
| ---- | ---------------------- | --- | -- | -- | -- | -- | -- | -- | ---- | ----------------------------------------------------------------------- |
| 5    | Stade rennais FC       | 58  | 38 | 16 | 10 | 12 | 50 | 44 | +6   | Qualification pour la phase de groupes de la Ligue Europa               |
| 6    | Girondins de Bordeaux  | 55  | 38 | 16 | 7  | 15 | 53 | 48 | +5   | Qualification pour le deuxième tour de qualification de la Ligue Europa |
| 7    | AS Saint-Étienne       | 55  | 38 | 15 | 10 | 13 | 47 | 50 | −3   |                                                                         |
| 8    | OGC Nice               | 54  | 38 | 15 | 9  | 14 | 53 | 52 | +1   |                                                                         |
| 9    | FC Nantes              | 52  | 38 | 14 | 10 | 14 | 36 | 41 | −5   |                                                                         |
| 10   | Montpellier Hérault SC | 51  | 38 | 11 | 18 | 9  | 36 | 33 | +3   |                                                                         |
| 11   | Dijon FCO              | 48  | 38 | 13 | 9  | 16 | 55 | 73 | −18  |                                                                         |

### Coupes d'Europe 2017-2018
Les adversaires Européens de l'OGC Nice cette saison ont été :
- 3e tour de Ligue des Champions :  Ajax Amsterdam
- Barrage de Ligue des Champions :  SSC Napoli
- Poule de la Ligue Europa :  SS Lazio,  Zulte Waregem et  Vitesse Arnhem
- 16e de finale de la Ligue Europa :  Lokomotiv Moscou

## Saison 2017-2018

### Équipementier et sponsors
L'OGC Nice continue, pour cette nouvelle saison, sa collaboration avec l'équipementier Italien Macron.
Parmi les sponsors de l'OGC Nice figurent la métropole Nice Côte d'Azur, Winamax, Airton, Hyundai, Westfield (finance) (Partenaire officiel Asie)
et la ville de Nice pour la Ligue 1. En fin de contrat, les Mutuelles du Soleil ont prolongé leur contrat avec l'OGC Nice et ont toujours leur place sur le devant du maillot en championnat, comme depuis 7 saisons. En Coupe d'Europe, c'est la chaîne hôtelière chinoise 7 Days Inn qui s'installe sur le devant du maillot. Elle occupe également la manche du maillot sur les rencontres de championnat. Sur l'arrière du maillot, Pizzorno Environnement est remplacé par Ubaldi, fameuse centrale d'achat de la région.

### Derbys de la saison

#### Championnat
| Club     | Aller | Total | Retour | Club                   |
| -------- | ----- | ----- | ------ | ---------------------- |
| OGC Nice | 2-4   | 3-6   | 1-2    | Olympique de Marseille |
| OGC Nice | 4-0   | 6-2   | 2-2    | AS Monaco FC           |

#### Résultats par journée
| Journée   | 01  | 02  | 03  | 04  | 05  | 06 | 07 | 08  | 09  | 10  | 11  | 12  | 13  | 14  | 15  | 16  | 17 | 18 | 19 | 20 | 21 | 22 | 23 | 24 | 25 | 26 | 27 | 28 | 29 | 30 | 31 | 32 | 33 | 34 | 35 | 36 | 37 | 38 |
| --------- | --- | --- | --- | --- | --- | -- | -- | --- | --- | --- | --- | --- | --- | --- | --- | --- | -- | -- | -- | -- | -- | -- | -- | -- | -- | -- | -- | -- | -- | -- | -- | -- | -- | -- | -- | -- | -- | -- |
| Terrain   | E   | D   | D   | E   | D   | E  | D  | D   | E   | D   | E   | D   | E   | D   | E   | D   | E  | D  | E  | D  | E  | D  | E  | D  | E  | D  | E  | D  | E  | D  | E  | D  | E  | D  | E  | E  | D  | E  |
| Résultats | D   | D   | V   | D   | V   | V  | N  | D   | D   | D   | D   | V   | N   | D   | V   | V   | V  | V  | N  | V  | N  | V  | D  | D  | D  | N  | N  | V  | V  | D  | V  | N  | N  | V  | N  | D  | V  | D  |
| Points    | 0   | 0   | 3   | 3   | 6   | 9  | 10 | 10  | 10  | 10  | 10  | 13  | 14  | 14  | 17  | 20  | 23 | 26 | 27 | 30 | 31 | 34 | 34 | 34 | 34 | 35 | 36 | 39 | 42 | 42 | 45 | 46 | 47 | 50 | 51 | 51 | 54 | 54 |
| Place     | 16e | 15e | 11e | 17e | 11e | 8e | 9e | 10e | 14e | 14e | 17e | 15e | 16e | 18e | 14e | 13e | 8e | 6e | 6e | 6e | 6e | 6e | 6e | 7e | 9e | 9e | 9e | 8e | 7e | 8e | 7e | 7e | 6e | 5e | 7e | 7e | 6e | 8e |

Source : lfp.fr (Ligue de football professionnel)
Terrain : D = Domicile ; E = Extérieur. Résultat : D = Défaite ; N = Nul ; V = Victoire.

### Statistiques diverses

#### Meilleurs buteurs
Ligue 1 et coupes
|   | Buteur              | L1 | C1+C3 | CDF | CDL | Total |
| - | ------------------- | -- | ----- | --- | --- | ----- |
| 1 | Mario Balotelli     | 18 | 7     | 0   | 1   | 26    |
| 2 | Alassane Pléa       | 16 | 4     | 0   | 1   | 21    |
| 3 | Pierre Lees-Melou   | 5  | 0     | 0   | 0   | 5     |
| 3 | Allan Saint-Maximin | 3  | 2     | 0   | 0   | 5     |
| 5 | Bassem Srarfi       | 3  | 0     | 0   | 0   | 3     |
| 6 | Wylan Cyprien       | 2  | 0     | 0   | 0   | 2     |
| 6 | Jean Michaël Seri   | 2  | 0     | 0   | 0   | 2     |
| 6 | Dante               | 1  | 1     | 0   | 0   | 2     |
| 9 | Rémi Walter         | 1  | 0     | 0   | 0   | 1     |
| 9 | Ignatius Ganago     | 1  | 0     | 0   | 0   | 1     |
| 9 | Arnaud Souquet      | 0  | 1     | 0   | 0   | 1     |
| 9 | Vincent Marcel      | 0  | 1     | 0   | 0   | 1     |
| 9 | Adrien Tameze       | 0  | 1     | 0   | 0   | 1     |
| # | CSC                 | 1  | 0     | 0   | 0   | 1     |
|   | 13 buteurs          | 47 | 17    | 0   | 2   | 66    |

#### Meilleurs passeurs
Ligue 1 et coupes
|   | Passeur             | L1 | C1+C3 | CDF | CDL | Total |
| - | ------------------- | -- | ----- | --- | --- | ----- |
| 1 | Jean Michaël Seri   | 6  | 4     | 0   | 0   | 10    |
| 2 | Allan Saint-Maximin | 7  | 1     | 0   | 1   | 9     |
| 3 | Pierre Lees-Melou   | 6  | 1     | 0   | 0   | 7     |
| 4 | Alassane Pléa       | 4  | 1     | 0   | 0   | 5     |
| 5 | Arnaud Souquet      | 2  | 1     | 0   | 1   | 4     |
| 6 | Maxime Le Marchand  | 3  | 0     | 0   | 0   | 3     |
| 6 | Mario Balotelli     | 2  | 1     | 0   | 0   | 3     |
| 8 | Bassem Srarfi       | 1  | 1     | 0   | 0   | 2     |
| 9 | Adrien Tameze       | 1  | 0     | 0   | 0   | 1     |
| 9 | Wylan Cyprien       | 1  | 0     | 0   | 0   | 1     |
| 9 | Ihsan Sacko         | 1  | 0     | 0   | 0   | 1     |
| 9 | Arnaud Lusamba      | 0  | 1     | 0   | 0   | 1     |
| 9 | Dante               | 0  | 1     | 0   | 0   | 1     |
| 9 | Wesley Sneijder     | 0  | 1     | 0   | 0   | 1     |
|   | 14 passeurs         | 28 | 13    | 0   | 2   | 43    |

#### Aiglon du mois
Chaque mois, les internautes élisent le meilleur joueur du mois écoulé sur le site officiel du club.
| Mois      | Joueur              |
| --------- | ------------------- |
| Août      | Allan Saint-Maximin |
| Septembre | Mario Balotelli     |
| Octobre   | Mario Balotelli (2) |
| Novembre  | Walter Benitez      |
| Décembre  | Mario Balotelli (3) |
| Janvier   | Wylan Cyprien       |
| Février   | Walter Benitez (2)  |
| Mars      | Alassane Pléa       |
| Avril     | Alassane Pléa (2)   |

### Autres

#### Buts
- Premier but de la saison : Mario Balotelli  32e (OGC Nice 1-1 Ajax Amsterdam, TQ3 aller de Ligue des Champions)
- Premier penalty :  Alassane Pléa  63e (OGC Nice 1-2 ESTAC Troyes, J2 de Ligue 1)
- Premier doublé :  Mario Balotelli  5e  60e (OGC Nice 4-0 AS Monaco, J5 de Ligue 1)
- Premier triplé :  Alassane Pléa  24e  47e  58e (OGC Nice 2-5 En Avant Guingamp, J29 de Ligue 1)
- But le plus rapide d'une rencontre : Arnaud Souquet  3e (Ajax Amsterdam 2-2 OGC Nice, TQ3 retour de Ligue des Champions)
- But le plus tardif d'une rencontre : Alassane Pléa  90+2e (OGC Nice 2-5 En Avant Guingamp, J29 de Ligue 1)
- Plus grande marge : 4
- Plus grand nombre de buts marqués : 5 buts
- Plus grand nombre de buts marqués en une mi-temps : 4 buts

#### Discipline
- Premier carton jaune : Mario Balotelli  30e (OGC Nice 1-1 Ajax Amsterdam, TQ3 aller de Ligue des Champions)
- Premier carton rouge : Vincent Koziello  79e (SSC Napoli 2-0 OGC Nice, Barrages aller de Ligue des Champions)
- Carton jaune le plus rapide : Jean-Michaël Seri  8e (OGC Nice 0-2 SSC Napoli, barrage retour de Ligue des Champions)
- Carton jaune le plus tardif :  Dante  89e (OGC Nice 1-2 ESTAC Troyes, J2 de Ligue 1)
- Carton rouge le plus rapide :  Vincent Koziello  79e (SSC Napoli 2-0 OGC Nice, Barrages aller de Ligue des Champions)
- Carton rouge le plus tardif :  Mario Balotelli  89e (OGC Nice 1-0 Dijon FCO, 12e journée de Ligue 1)
- Plus grand nombre de cartons jaunes dans un match : 3 cartons
- Plus grand nombre de cartons rouges dans un match : 2 cartons

Cartons jaunes
|   | Joueur            | L1 | LDC | CDF | CDL | Total |
| - | ----------------- | -- | --- | --- | --- | ----- |
| 1 | Dante             | 3  | 0   | 0   | 0   | 3     |
| 1 | Alassane Pléa     | 1  | 2   | 0   | 0   | 3     |
| 2 | Vincent Koziello  | 1  | 1   | 0   | 0   | 2     |
| 2 | Valentin Eysseric | 0  | 2   | 0   | 0   | 2     |
| 2 | Christophe Jallet | 2  | 0   | 0   | 0   | 2     |
| 2 | Malang Sarr       | 1  | 1   | 0   | 0   | 2     |
| 2 | Mario Balotelli   | 1  | 1   | 0   | 0   | 2     |
| 3 | Yoan Cardinale    | 1  | 0   | 0   | 0   | 1     |
| 3 | Jean-Michaël Seri | 0  | 1   | 0   | 0   | 1     |
| 3 | Pierre Lees-Melou | 0  | 1   | 0   | 0   | 1     |

Cartons rouges
|   | Joueur           | L1 | LDC | CDF | CDL | Total |
| - | ---------------- | -- | --- | --- | --- | ----- |
| 1 | Vincent Koziello | 0  | 1   | 0   | 0   | 1     |
| 1 | Alassane Pléa    | 0  | 1   | 0   | 0   | 1     |

## Equipe réserve
| Rang | Équipe        | Pts | J  | G  | N | P  | Bp | Bc | Diff |
| ---- | ------------- | --- | -- | -- | - | -- | -- | -- | ---- |
| 11   | OGC Nice rés. | 35  | 30 | 10 | 5 | 15 | 31 | 48 | -17  |